# Léon Paternostre
Léon Paternostre (né le 21 janvier 1827 à Mons et décédé à Mons le 21 janvier 1909) était un banquier et homme politique libéral belge.

## Biographie
Fondateur et administrateur de la Banque du Hainaut, il fut conseiller communal à la ville de Mons durant trente ans et finit par en devenir le bourgmestre de 1885 à 1888.